# Olivier Tielemans
Olivier Tielemans (Weert, 1 juni 1984) is een Nederlandse autocoureur.
In 1991 werd Tielemans vierde bij het Nederlands kampioenschap Karts. Tussen 1995 en 1997 racete hij voor het Belgisch en Nederlandse kampioenschap Karts en werd daar Rookie of the Year (Beste nieuwkomer). Tussen 1997 en 2002 nam hij een pauze van het racen om zijn vwo-opleiding te voltooien.
In 2002 debuteerde Tielemans in de autosport, voor het nieuwe Tomcat Racing Team in de Formule Renault 1600. Daarnaast reed hij ook Europees Formule Renault 2000. In 2003 kwam hij uit voor het Nederlandse MP Motorsport; hij reed voor het dit team in de Benelux Formule Renault 2000 cup.
In 2004 racete hij in de laatste zes races van het Formule 3000 kampioenschap voor Astromega. In 2005 maakte Tielemans de overstap naar het Europees F3000 kampioenschap en verdedigde de kleuren van het Italiaanse Fama Team.
In 2006 reed hij als privé-rijder de eerste drie races in de DTM voor het Futurecom TME team, maar na de derde race werd Tielemans vervangen. Daarnaast reed Tielemans ook één race voor het Belgische team 'Racing for Belgium' dat meedeed in het Europese Renault Megane Kampioenschap.
In 2007 reed hij het WTCC kampioenschap bij het team van het Italiaanse N-Technology dat deelneemt met twee wagens van Alfa Romeo. In 2008 zal Tielemans uitkomen voor het Duitse Wiechers Sport in een BMW als privé rijder in het Wereldkampioenschap toerwagens WTCC.